# Юнгкен, Жан-Гельфрих
Жан Гельфрих Юнгкен (нем. Johann Helferich Jüngken; 19 декабря 1648, Карлден, Марбург — 7 января 1726, Франкфурт) — германский врач и фармацевт.
Первоначально изучал богословие, затем переключился на медицину; учился в Марбурге и Гисене, степень доктора медицины получил в 1672 году в Гейдельберге. С 1672 года был врачом в Мюртене, в 1677 году стал придворным лейб-медиком у графа Витгенштейна. В 1679 году вошёл в состав франкфуртской коллегии врачей, но в 1681 году стал придворным отоларингологом графа Трухзеса. В 1682 году служил у графа Гогенлоэ врачом-спутником в путешествиях. В 1683 году стал городским врачом Шпейера и лейб-медиком у графа Эрбаха, в 1686 году лейб-медиком в Мосбахе и Некаре. В 1689 году переехал во Франкфурт на постоянное место жительства, в 1690 году стал главным врачом гарнизона, в 1693 году возглавил местную больницу, в 1695 году лейб-медиком.
Был известным фармацевтом своего времени, любителем химических средств лечения, в его работах имеется множество фармацевтических формул собственной композиции.
Основные научные труда Юнгкена, написанные на латыни: «Chimia experimentalis curiosa ex principiis mathematicis demonstrata» (Франкфурт, 1681) — данная работа, долгое время пользовавшаяся большим авторитетом, включает перечисление всех лекарств, открытых в «трёх царствах природы», и список их применений против всех известных автору болезней, как внутренних, так и наружных; «Apologia nova» (Франкфурт, 1679); «Praxis medica, sive corporis medicina» (1689); «Lexicon chimico-pharmaceuticum» (1693); «Fundamenta medicinae modernae eclectica» (1693); «Manuale pharmaceuticum» (1698).